# Fondmetal
Fondmetal – konstruktor Formuły 1 od 1991 do 1992 oraz dostawca silników w 2000 i sponsor kilku teamów przez ten czas. Zespół nie zdobył ani jednego punktu w 29 wyścigach i nigdy nie był klasyfikowany w Mistrzostwach Świata. Firma od początku swojego istnienia produkowała felgi, co zresztą robi do dziś.

## Zespół Fondmetal
Zespół powstał z inicjatywy firmy Fondmetal Gabriele Rumiego, produkującej felgi. Rumi, entuzjasta wyścigów, często sponsorował włoskie zespoły w wielu klasach. W latach 80. Fondmetal zaopatrywał niektóre teamy w felgi, a w 1985 r. nazwa firmy pojawiła się po raz pierwszy na bolidzie Formuły 1 zespołu Osella. W ciągu kilku następnych lat firma była zaufanym sponsorem Oselli, często nawet jedynym. W 1989 r. Fondmetal został sponsorem tytularnym, a dwie białe Oselle Fa1M miały białe malowanie z dużym napisem Fondmetal z przodu. Z czasem Enzo Osella musiał sprzedać część udziałów w zespole Fondmetalowi. W 1990 firma posiadała większość zespołu, a pod koniec roku Gabriele Rumi ostatecznie przejął go całkowicie.
Rumi przeniósł siedzibę z Volpiano pod Turynem do Bergamo i samodzielnie prowadził zespół przez 1,5 roku. Wstępnie jako kierowcę zakontraktowano Oliviera Grouillarda z Oselli, jednak jego lekkomyślność i podejście do zespołu spowodowały, że zastąpiono go Gabriele Tarquinim. Nowy zespół nie był lepszy niż za czasów Oselli, często radzili sobie nawet gorzej od innych zespołów z końca stawki, jak AGS czy Coloni.

### 1991
W sezonie 1991 Osella Squadra Corse zniknęła – zastąpił ją Fondmetal Corse. Wstępnie zespół dołączył do rywalizacji z bolidem FA1/ME, który był zeszłoroczną konstrukcję (Osella nie była w stanie skonstruować nowego bolidu w 1990). Bolid kierowany przez Oliviera Grouillarda W niebiesko-szarych barwach był niekonkurencyjny pod każdym względem. W pierwszych dwóch wyścigach sezonu Grouillard był wolniejszy od każdego. Chociaż Fondmetal korzystał z jednostek Coswortha przygotowanych przez Briana Harta z ostatniego sezonu Tyrrella, nawet Pedro Chaves w bolidzie Coloni był daleko przed konstrukcją z Bergamo. W tej nieprzyjaznej atmosferze awans do kwalifikacji wydawał się być niemożliwy. Jednak Rumi wiązał duże nadzieje z europejską częścią sezonu. Na GP San Marino zespół przygotował nowy bolid, nazwany FOMET1, opracowany przez grupę ekspertów w Wielkiej Brytanii nazwanej Fomet. Zlokalizowane w Bicester centrum projektowe było prowadzone przez Tino Belliego i założone przez Rumiego który stwierdził, że brytyjski wkład zespołu będzie niezbędny do osiągnięcia sukcesu. FOMET1 posiadał nową aerodynamikę, zawieszenie i kilka innych usprawnień, lecz mimo to konstrukcja wciąż posiadała znamiona dawnej Oselli. Wyniki poprawiły się, lecz nieznacznie. Z nowym bolidem Grouillard był szybszy niż Coloni, lecz nie gwarantowało to przejścia przez przedkwalifikacje. Zaledwie kilkukrotnie udało się przejść dalej, a rezultaty były marne, choć zakwalifikował się na 10. miejscu w Meksyku, przed Andreą de Cesarisem, który ukończył wyścig na czwartej pozycji. Ostatecznie Grouillard został zastąpiony przez byłego kierowcę AGS Gabriele Tarquiniego, który ukończył wyścig dwukrotnie (z trzech startów – raz nie przeszedł przez fazę przedkwalifikacji), jednak nie zdobył żadnych punktów.

### 1992

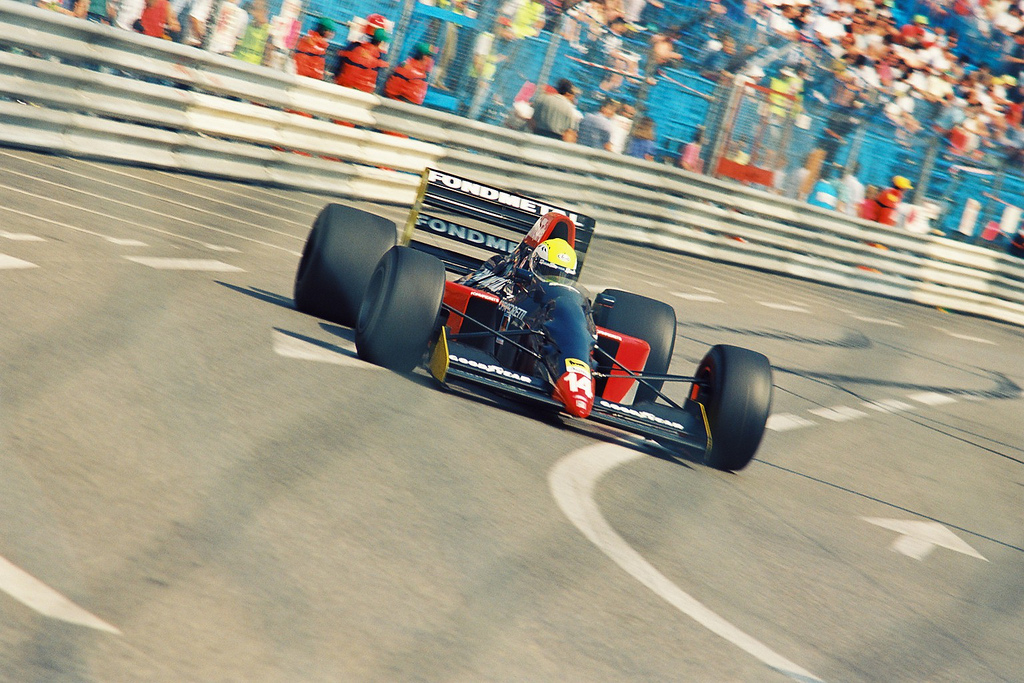
Andre Chiesa podczas GP Monako w 1992 roku

Pod koniec sezonu 1991, z powodu problemów finansowych, brytyjski FOMET gdzie projektanci od lata pracowali nad nowym bolidem uniezależnił się. Tino Belli sprzedał projekt samochodu francuskiemu Larrousse'owi, zostawiając Fondmetal bez auta na przyszły sezon. Zamiast tego, Gabriele Rumi zatrudnił Sergio Rinlanda z Astauto, aby zaprojektował nową maszynę. Nie była ona gotowa przed rozpoczęciem sezonu więc pierwsze kilka wyścigów zespół pojechał z zeszłoroczną konstrukcją. Nowy bolid, nazwany GR01, miał kilka modyfikacji, z których najważniejszą było zamontowanie silnika V8 Forda (przeniesionego z zeszłorocznego modelu Benettona), który zamontowano zamiast V12 Lamborghini lub V10 Judda, którą zaproponował Rumi. Jednak silnik i nadwozie nie szły ze sobą w parze. Pojawiły się problemy z chłodzeniem, pojazd był bardzo zawodny. Zespół reprezentowało dwóch kierowców, Gabriele Tarquini i debiutujący Szwajcar Andrea Chiesa. Tarquini był dość szybki, ale jego bolid był bardzo podatny na wszelkie awarie.
Sprawy miały się polepszyć gdy wprowadzono nowy samochód. GR02 nie miał już nic wspólnego z Osellami i Fondmetalami z poprzednich lat. Projekt ten powstał pod koniec 1991 r., gdy Sergio Rinland pracował dla Brabhama nad nowym bolidem nazwanym Brabham BT61 – nie ujrzał on jednak światła dziennego. Podstawowe elementy projektu postanowiono przenieść na nowy bolid Fondmetal. Dzięki temu GR02 posiadał kilka mocnych punktów i był ceniony przez swoich kierowców. Jednak rezultaty okazały się być rozczarowujące – bolidy często zatrzymywały się tuż po tym, jak udało im się zakwalifikować. Zespół miał niski budżet, mało testów i wolno się rozwijał. Rzadko udawało się dojeżdżać do mety. Tarquini często kwalifikował się zaskakująco wysoko, jak np. w Belgii, gdzie zdobył najlepsze miejsce w kwalifikacjach tego sezonu – 11. pozycję. Chiesa natomiast rzadko kiedy przechodził fazę przedkwalifikacji, dlatego został szybko zastąpiony przez Erica van de Poele na GP Węgier.
Gdy był konkurencyjny, zderzył się z Tarquinim, jednocześnie zaprzepaszczając ostatnią szansę na punkty. Dwa wyścigi później, we wrześniu 1992 r., zespół został rozwiązany ze względu na recesję i słabe wyniki (najlepszym rezultatem było 10. miejsce).

## Fondmetal i Forti Corse
Przed zamknięciem fabryki, Gabriele Rumi zatrudnił Sergio Rinlanda do pracy nad bolidem na sezon 1993. Plany maszyny zostały skończone pod koniec 1992 r. Kilka lat później Rinland sprzedał plany Guido Fortiemu, który w sezonie 1995 wszedł z zespołem Forti Corse. Nadwozie bolidu FG01 miało sporo podobieństw do bolidu GR02 z 1992 r.

## Fondmetal i Minardi
Rumi powrócił do F1 w skromniejszej formie w 1995, sponsorując Tyrrella, przenosząc się rok później do Minardi. Fondmetal posiadał tunel aerodynamiczny we Włoszech, z którego korzystał Tyrrell, Minardi i kilka innych teamów. Rumi mógł powoli zwiększać swoje udziały w ekipie z Faenzy, stając się współwłaścicielem i prezesem.
Przeszkodziło mu w tym wykrycie raka – był zmuszony wycofać swoje udziały w 2000 r., gdy team został sprzedany Paulowi Stoddartowi. Rumi zmarł w maju 2001. Fondmetal jednak nadal istnieje jako producent felg.

## Wyniki w Formule 1
| Rok  | Nadwozie                      | Silnik  | Opony | Kierowcy           | Wyniki w poszczególnych eliminacjach | Wyniki w poszczególnych eliminacjach | Wyniki w poszczególnych eliminacjach | Wyniki w poszczególnych eliminacjach | Wyniki w poszczególnych eliminacjach | Wyniki w poszczególnych eliminacjach | Wyniki w poszczególnych eliminacjach | Wyniki w poszczególnych eliminacjach | Wyniki w poszczególnych eliminacjach | Wyniki w poszczególnych eliminacjach | Wyniki w poszczególnych eliminacjach | Wyniki w poszczególnych eliminacjach | Wyniki w poszczególnych eliminacjach | Wyniki w poszczególnych eliminacjach | Wyniki w poszczególnych eliminacjach | Wyniki w poszczególnych eliminacjach | Punkty | Miejsce |
| ---- | ----------------------------- | ------- | ----- | ------------------ | ------------------------------------ | ------------------------------------ | ------------------------------------ | ------------------------------------ | ------------------------------------ | ------------------------------------ | ------------------------------------ | ------------------------------------ | ------------------------------------ | ------------------------------------ | ------------------------------------ | ------------------------------------ | ------------------------------------ | ------------------------------------ | ------------------------------------ | ------------------------------------ | ------ | ------- |
| 1991 | Fomet FA1M-E90 Fomet F1       | Ford V8 | G     |                    | USA                                  | BRA                                  | SMR                                  | MON                                  | CAN                                  | MEX                                  | FRA                                  | GBR                                  | GER                                  | HUN                                  | BEL                                  | ITA                                  | POR                                  | ESP                                  | JPN                                  | AUS                                  | 0      | NS      |
| 1991 | Fomet FA1M-E90 Fomet F1       | Ford V8 | G     | Olivier Grouillard | NPK                                  | NPK                                  | NPK                                  | NPK                                  | NPK                                  | NU                                   | NU                                   | NPK                                  | NPK                                  | NZ                                   | 10                                   | NU                                   | NPK                                  |                                      |                                      |                                      | 0      | NS      |
| 1991 | Fomet FA1M-E90 Fomet F1       | Ford V8 | G     | Gabriele Tarquini  |                                      |                                      |                                      |                                      |                                      |                                      |                                      |                                      |                                      |                                      |                                      |                                      |                                      | 12                                   | 11                                   | NPK                                  | 0      | NS      |
| 1992 | Fondmetal GR01 Fondmetal GR02 | Ford V8 | G     |                    | RSA                                  | MEX                                  | BRA                                  | ESP                                  | SMR                                  | MON                                  | CAN                                  | FRA                                  | GBR                                  | GER                                  | HUN                                  | BEL                                  | ITA                                  | POR                                  | JPN                                  | AUS                                  | 0      | NS      |
| 1992 | Fondmetal GR01 Fondmetal GR02 | Ford V8 | G     | Gabriele Tarquini  | NU                                   | NU                                   | NU                                   | NU                                   | NU                                   | NU                                   | NU                                   | NU                                   | 14                                   | NU                                   | NU                                   | NU                                   | NU                                   |                                      |                                      |                                      | 0      | NS      |
| 1992 | Fondmetal GR01 Fondmetal GR02 | Ford V8 | G     | Andrea Chiesa      | NZ                                   | NU                                   | NZ                                   | NU                                   | NZ                                   | NZ                                   | NZ                                   | NU                                   | NZ                                   | NZ                                   |                                      |                                      |                                      |                                      |                                      |                                      | 0      | NS      |
| 1992 | Fondmetal GR01 Fondmetal GR02 | Ford V8 | G     | Eric van de Poele  |                                      |                                      |                                      |                                      |                                      |                                      |                                      |                                      |                                      |                                      | NU                                   | 10                                   | NU                                   |                                      |                                      |                                      | 0      | NS      |